# Nomenklatorický typ (botanika)
Nomenklatorický typ (lat. typus), neboli typ jména taxonu je v botanice a mykologii základem vědeckého pojmenování živých organizmů. Váže se k němu nerozlučně jméno taxonu v taxonomické úrovni čeledi a úrovní nižších. Jedná se o přesně definovaný objekt, který slouží k porovnání jiných vzorků živých organismů, aby se zjistilo, zda i ony příslušejí k určitému taxonu. Přitom však nomenklatorický typ nemusí být nevyhnutelně nejtypičtějším nebo nejreprezentativnějším prvkem taxonu. Přiřazení nomenklatorického typu určitému taxonu se nazývá typifikace a její pravidla stanovuje pro botanickou nomenklaturu Mezinárodní kód botanické nomenklatury (posledním vydáním je St. Louiský kód, 1999) v sekci 2 kapitoly II.

## Typifikace druhů a vnitrodruhových taxonů
Typem jména druhu nebo vnitrodruhového taxonu je jediný dokladový exemplář (např. herbářová položka, či jinak konzervovaný vzorek organismu, nikoli živý jedinec či kultura mikroorganismů) nebo ilustrace. U drobných vyšších rostlin a u většiny bezcévnatých rostlin se typ může skládat z více než jednoho jedince, ale ve sbírce by měly jejich vzorky být uloženy společně v jedné herbářové obálce nebo v jedné uzavřené schránce či jiným jednoznačným způsobem vymezeny pro jiným sbírkovým jednotkám. Konzervace dokladových exemplářů musí být taková, aby nepodléhaly zkáze a neměnily svůj vzhled natolik, aby to bránilo jejich srovnávání.
Při popisování nového druhu nebo vnitrodruhového taxonu aby jeho jméno bylo platně publikováno, musí autor výslovně vedle jeho popisu (protologu) uvést i typovou položku. Pokud se jedná o případ, že se mění vědecké jméno již existujícího taxonu (např. přesunutím do jiného rodu, tzv. nová kombinace, lat. comb. nov., nebo změno taxonomické úrovně, tzv. nový statut, lat. stat. nov., nebo zcela nové pojmenování avšak téhož taxonu místo staršího jména, tzv. nové jméno, lat. nom. nov.), zůstává mu připojen nomenklatorický typ spojený se jménem původním, tzv. basionymem. V zápisu nového vědeckého jména se toto v botanice zohlední tím, že před jméno nebo zkratku jména autora nového jména u vede v závorce jméno či zkratka prvního autora, který uvedený taxon popsal.
Je-li nomenklatorickým typem existující exemplář nebo ilustrace, kterou označil jako typ původní autor popisu nového taxonu, pak takovýto typ se nazývá holotyp. Pokud však holotyp chybí, nebo jej původní autor nestanovil, či holotyp patří k více než jednomu taxonu, pak může být stanoven náhradní typ, který se nazývá lektotyp. Existují-li dva nebo více shodných exemplářů holotypu, nazývají se izotypy. Pokud naopak autor v popisu nového taxonu označil více než jeden dokladový exemplář, nazývají se syntypy. Konečně paratyp je dokladový exemplář citovaný v popise, který však není ani holotypem, ani izotypem, ani jedním ze syntypů, pokud byly dva nebo více dokladové exempláře stanoveny jako typy. 

## Typifikace rodů a vnitrorodových taxonů
Nomenklatorickým typem rodu a taxonů ležících pod úrovní rodu a nad úrovní druhu (tedy např. podrod, série apod.) je typ, přiřazený určitému druhu, obvykle takovému, který byl popsán současně s vytvořením nového rodu či vnitrorodového taxonu, nebo některý z těch, který byl přesunut do nově vytvořeného rodu při rozčlenění jiného rodu na dva či více rodů.
Při definici typu rodu nebo vnitrorodových taxonů postačuje uvést jako nomenklatorický typ samotné jméno druhu, jehož nomeklatorický typ je stanoven jako typ rodu či vnitrorodového taxonu. 

## Typifikace čeledí a taxonů uvnitř čeledí
Typ jména čeledi nebo taxonu podřazeného čeledi a vyššího než rod (např. podčeleď, tribus) je stejný, jako typ rodového jména, od něhož je jméno čeledi odvozeno (přidáním koncovky –ceae). K určení typu postačuje uvedení samotného rodového jména. 
Pravidla nomenklatury povolují jako výjimky i jména některých čeledí, která nejsou odvozena od rodových jmen. V takovém případě je nomenklatorickým typem takto pojmenované čeledi týž typ, který byl přiřazen jménu čeledi, s níž je alternativně pojmenovaná čeleď shodná.

## Typifikace taxonů na úrovni vyšší než čeleď
Nomenklatorický typ jména vyšších taxonů (např. řádu apod.) se uvažuje jen v případech, kdy je jméno tohoto vyššího taxonu odvozeno od jména nižšího taxonu, které je typifikováno jménem odpovídajícího rodu. V takovém případě dochází k automatické typifikaci vyššího taxonu. Např. jméno řádu Rosales je odvozeno od jména čeledi Rosaceae a je tedy typifikováno automaticky typem rodu Rosa.